# Léo Hinstin
Léo Hinstin est un directeur de la photographie français.

## Biographie
Il est membre de l'Association française des directeurs de la photographie cinématographique.

## Filmographie partielle
- 2012 : Aux yeux de tous de Cédric Jimenez
- 2015 : No Escape de John Erick Dowdle
- 2016 : Nocturama de Bertrand Bonello
- 2022 : Stella est amoureuse de Sylvie Verheyde